# Motufetau
Motufetau es un pequeño islote deshabitado de Nukufetau, Tuvalu, que se encuentra en el lado este del atolón de Nukufetau.